# Pakůň
Pakůň (Connochaetes) je rod velkých přežvýkavých savců z čeledi turovitých (Bovidae) patřící mezi buvolce. Zástupci rodu se dělí do dvou druhů a žijí v subsaharské Africe převážně v savanách.

## Druhy

### Žijící
- pakůň běloocasý (Connochaetes gnou)
- pakůň žíhaný (Connochaetes taurinus)

### Fosilní
- Connochaetes africanus (Hopwood, 1934) †

- Connochaetes gentryi Harris, 1991 †

- Connochaetes laticornutus (van Hoepen, 1932) †

- Connochaetes tournoueri (P. Thomas, 1884) †

## Charakteristika
Pakůň žíhaný je větší než pakůň běloocasý. Samci prvně jmenovaného dosahují výšky v kohoutku asi 150 cm a hmotnosti okolo 250 kilogramů, tyto míry pro samice jsou asi 135 cm a 180 kg. Samci pakoňů běloocasých měří v ramenou cca 120 cm, a váží okolo 150 kg, samice pak dosahují výšky zhruba 100 cm a váhy okolo 120 kg. Hlavním rozeznávacím znakem mezi oběma druhy je tvar rohů a barva ocasu. Pakoně se živí spásáním trávy. Za předpokladu, že je neuloví predátoři, což jsou především lvi a hyeny skvrnité, se mohou dožít i více než dvaceti let.
Ve východní Africe je pakůň žíhaný nejhojnějším druhem velké zvěře, jeho stavy jsou mnohonásobně vyšší než počty pakoňů běloocasých. Některé jeho populace podnikají každoročně rozsáhlé migrace na nové pastviny. Pakůň běloocasý tyto velké migrace nepodniká. Rozmnožování obou druhů probíhá po krátkou dobu na konci období dešťů a telata jsou brzy aktivní a schopna se pohybovat se stádem, což je pro jejich přežití nezbytné.
Pakoně se často pasou ve smíšených stádech se zebrami, což zvyšuje šance spatřit potenciální predátory. Pakoně jsou turistickou atrakcí, ale soupeří s domestikovanými hospodářskými zvířaty na pastvinách a zemědělci jim někdy vyčítají přenos nemocí a parazitů na jejich dobytek. Určitý nelegální lov přetrvává, ale populační trend je poměrně stabilní. Některé populace žijí v národních parcích nebo na soukromých pozemcích. Mezinárodní svaz ochrany přírody uvádí oba druhy jako málo dotčené.